# Cinq mondes
 (mai 2019).
Cinq Mondes est une marque française de spa et cosmétiques professionnels. La marque a été fondée en 2001 par Jean-Louis Poiroux et Nathalie Bouchon.
Elle est exploitée par la société Laboratoires Cinq Mondes et fait partie de SNOW Group.

## Distribution
La marque Cinq Mondes possède cinq spas en nom propre (Paris, Lyon, Genève, Crans Montana) et travaille avec 800 partenaires commerciaux dans une trentaine pays,.